# Gudo Hoegel
Gudo Hoegel (Düren, 1º aprile 1948) è un attore e doppiatore tedesco.

## Biografia
Ha debuttato come attore televisivo nel 1977 nella serie televisiva Auf der Suche nach dem Glück. Ha interpretato il ruolo da protagonista per il film per la TV Die Bombe.
Dalla ventinovesima stagione de I Simpson sostituisce il doppiatore Bernd Simon nel ruolo di Boe Szyslak dopo la sua morte.

## Filmografia

### Televisione
- Auf der Suche nach dem Glück - serie TV (1977)
- L'ispettore Derrick (Derrick) - serie TV (3 episodi) (1979-1982)
- Irgendwie und Sowieso - serie TV (2 episodi) (1986)
- Die Bombe - film TV - regia di Christian Görlitz (1988)
- Familie Heinz Becker - serie TV (1 episodio) (1993)
- Il Clown (Der Clown) - serie TV (1 episodio) (2000)
- Hausmeister Krause – Ordnung muss sein - serie TV (11 episodi) (2003-2010)

## Doppiaggio

### Film
- Daniel Auteuil in Qualche giorno con me, Un cuore in inverno, L'amore che non muore, Il cecchino
- Ed O'Ross in Full Metal Jacket
- Mike Myers in Austin Powers - Il controspione, Austin Powers - La spia che ci provava
- Chris Elliott in Osmosis Jones
- Harry Sinclair in Il Signore degli Anelli - La Compagnia dell'Anello
- Timothy Spall in Harry Potter e il prigioniero di Azkaban, Harry Potter e il calice di fuoco, Sweeney Todd - Il diabolico barbiere di Fleet Street, La verità negata
- Chico Marx in Tre pazzi a zonzo, I cowboys del deserto[1]
- Sean Connery in Darby O'Gill e il re dei folletti[1]
- Danny Woodburn in Watchmen

### Serie televisive
- Scott Bakula in In viaggio nel tempo, Star Trek: Enterprise, Desperate Housewives (1989-1993, 2001-2005, 2012)
- Richard Karn in Quell'uragano di papà
- Francis Magee in Il Trono di Spade (2011-2012)
- Graham McTavish in Outlander, House of the Dragon (2014-2016, 2022-)
- Wade Williams in Crisis (2015)
- Paul Calderón in Bosch (2017-2022)
- Fred Melamed in WandaVision (2021)
- Jeff Ward in One Piece (2023)

### Film d'animazione
- Chris Elliott in Osmosis Jones
- Detective Konakawa Toshimi in Paprika - Sognando un sogno
- Ramone in Cars - Motori ruggenti, Cars 2
- Skinner in Ratatouille
- Abraham Lincoln in The LEGO Movie
- Bagy in One Piece Stampede - Il film
- Mogens in Klaus - I segreti del Natale

### Serie televisive d'animazione
- Luigi in Super Mario, Le avventure di Super Mario, Le avventure di Super Mario
- Mega Man in Un videogioco per Kevin - Captain N
- Darkwing Duck in Darkwing Duck
- Gerald Broflovski & Jimbo Kern in South Park
- Kunzite in Sailor Moon
- Bagy in One Piece
- Tenebra in Le tenebrose avventure di Billy e Mandy
- Shigekuni Yamamoto-Genryusai in Bleach
- Reinecke Fuchs in Der Mondbär
- Ollie Williams in I Griffin[2]
- Connie in Brickleberry
- Hex in Ben 10: Omniverse
- Otto Disc e Boe Szyslak in I Simpson[3]
- Mr. Boss in Smiling Friends[4]